# Герберт Ледер
Герберт Ледер (нім. Herbert Loeder; 3 квітня 1919, Гамбург — 16 лютого 1945, Північне море) — німецький офіцер-підводник, оберлейтенант-цур-зее крігсмаріне.

## Біографія
1 жовтня 1938 року вступив на флот. Пройшов тривалу різносторонню підготовку. З 22 грудня 1941 року — 1-й вахтовий офіцер на підводному човні U-380. З 28 грудня 1942 по 1 лютого 1943 року пройшов курс командира човна. З 11 березня 1943 року — командир U-967, на якому здійснив 2 походи (разом 87 днів у морі). 25 березня 1944 року переданий в розпорядження командувача підводними човнами на Заході. 5-30 червня 1944 року мав командувати U-437, проте призначення не було затверджене. З 29 серпня 1944 року — командир U-309, на якому здійснив 4 походи (разом 66 днів у морі). 16 лютого 1945 року U-309 був потоплений в Північному морі східніше Морі-Ферт (58°09′ пн. ш. 02°23′ сх. д.) глибинними бомбами канадського фрегата «Сейнт Джон». Всі 47 членів екіпажу загинули.

## Звання
- Кандидат в офіцери (1 жовтня 1938)
- Морський кадет (1 липня 1939)
- Фенріх-цур-зее (1 грудня 1939)
- Оберфенріх-цур-зее (1 серпня 1940)
- Лейтенант-цур-зее (1 квітня 1941)
- Оберлейтенант-цур-зее (1 квітня 1943)

## Нагороди
- Залізний хрест
  - 2-го класу (18 серпня 1940)
  - 1-го класу (10 жовтня 1944)
- Нагрудний знак підводника (24 грудня 1942)
- Хрест «За військові заслуги» (Італія) з мечами (28 травня 1943)